# Ex Poveglia

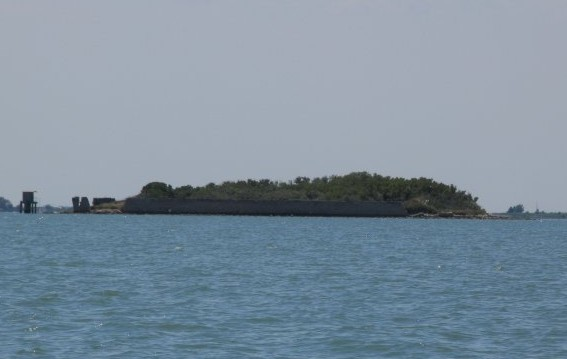
Bild der Insel Poveglia

Ex Poveglia oder Batteria Ex Poveglia (nicht zu verwechseln mit Poveglia, das weiter östlich vor dem Lido liegt) ist eine kleine Insel in der Lagune von Venedig südlich des historischen Zentrums der Stadt. Die Insel hat eine Fläche von 5.710 m² und liegt am Canale Re di Fisolo. Nördlich liegt die Insel Campana, südlich Fisolo. Auf der Insel finden sich vier Gebäudereste; sie wurde jahrzehntelang als Müllhalde benutzt.

## Geschichte
Die Insel wurde schon gegen Ende der Republik Venedig zu einer der acht Festungen umfunktioniert, die Venedig vor Invasoren schützen sollten. Sie wurden unter den Österreichern 1858 und unter der italienischen Regierung weiter ausgebaut. Innerhalb der Festung befand sich ein Munitionslager. Die anderen Festungen waren die besagten Eilande Fisolo und Campana, dann Campalto und Trezze in der südlichen Lagune; Tessera, Carbonera, Buel del Lovo oder Batteria San Marco in der mittleren und nördlichen Lagune.
Im Ersten Weltkrieg bestanden Pläne, eine Luftabwehr auf der Insel zu installieren. Die 260 m lange Umfassungsmauer ist aufgrund der starken Erosion im Norden eingebrochen.